# Anne Marie Thérèse de Lorraine
Anne Marie Thérèse Lotrinská (30. července 1648 Vídeň – 17. června 1661 Paříž) byla lotrinská princezna a později princezna abatyše z císařského Remiremontského opatství ve Francii. 

## Mládí
Narodila se starého rodu Lotrinských jako nejmladší dcera vévody Mikuláše Františka Lotrinského a jeho manželky Klaudie Františky Lotrinské.

## Vláda
Během celé své vlády byla nezletilou a Remiremontu tak vládly Dame Doyenne, Hélène d'Anglure a Dame Sonière Bernarde de Cléron de Saffre (fl. 1704).